# アリス・ヴァンダービルト・モリス

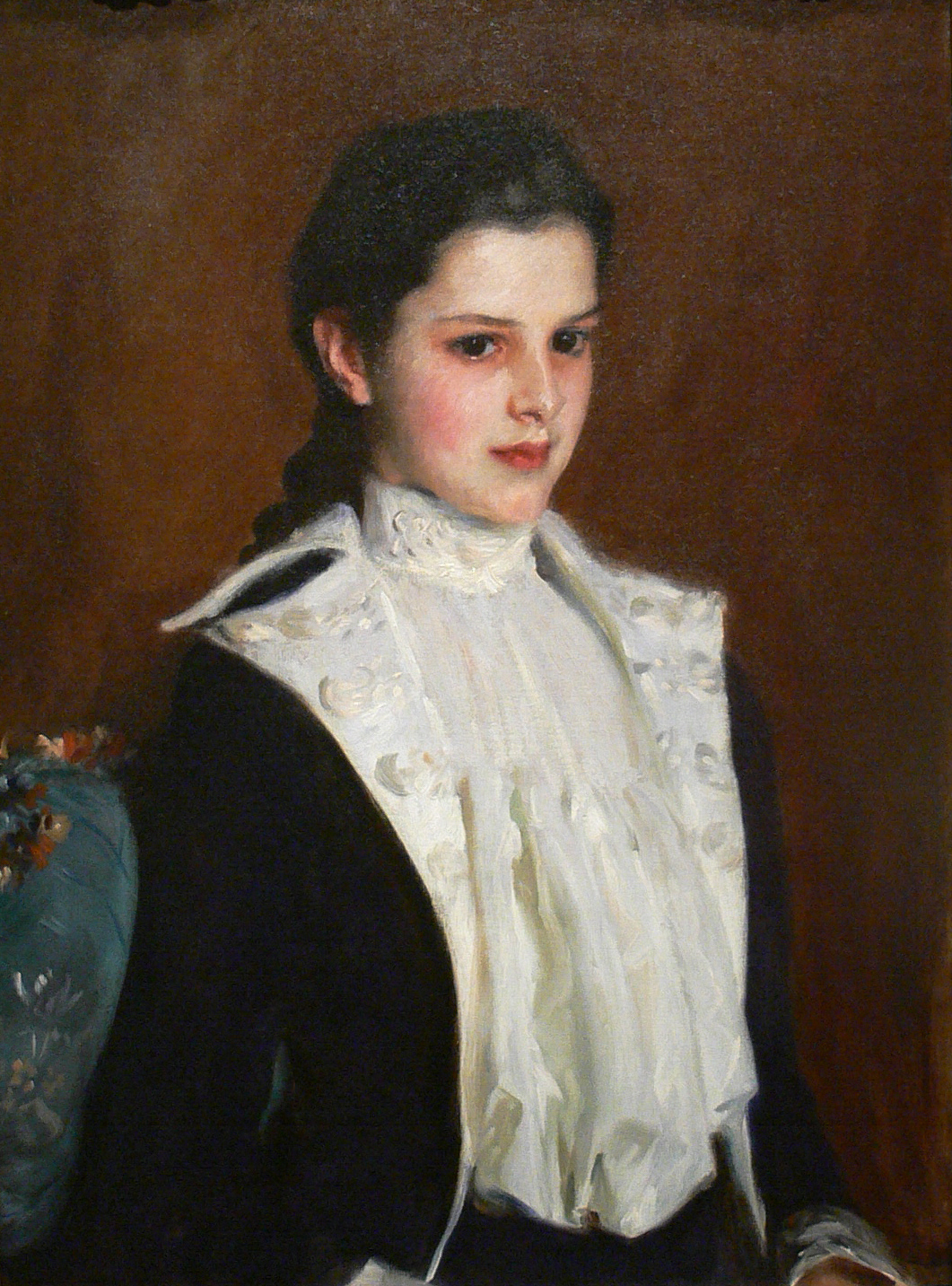
サージェントによる肖像画（1888年）

アリス・ヴァンダービルト・モリス (Alice Vanderbilt Morris 1874年12月7日 - 1950年8月15日) はアメリカ合衆国の高名なヴァンダービルト家の一族。出生名はアリス・ヴァンダービルト・シェパード (Alice Vanderbilt Shepard )。国際補助語協会(IALA)の共同創立者。

## 経歴
アリス・ヴァンダービルト・シェパードは父エリオット・フィッチ・シェパード(1833年 – 1893年)と母マーガレット・ルイザ・ヴァンダービルト(1845年 – 1924年)の娘。ウィリアム・ヘンリー・ヴァンダービルトは母方の祖父にあたる。1895年、アリスはデイヴィッド・ヘネン・モリスと結婚し、デイヴィッドは後に駐ベルギー・アメリカ大使となった。
気立ての良さと、肖像画に描かれている通りの美貌により、家族からは天使を意味する「アンジェラ」と呼ばれていた。しかしながら実際は父親に厳禁されていた木登りをして落下し胸椎を骨折するなどしていた。この時、厳格な父親は不服従の罰として医者を呼ばなかった。適切な処置を受けないまま彼女はハドソン川岸の邸宅で育った。この邸宅は現在スリーピー・ホロウ・カントリー・クラブのクラブハウスとして使用されている。
「デイヴ」・ヘネン・モリスはフランス行きの蒸気船の煙突の辺りでアリスを見初め、すぐにこの人こそ結婚相手だと思い彼女を何度も口説いた。より親しくなれるよう迫った際、彼女の脊椎側彎症に気付いたが、彼の熱意は少しも揺るがなかった。求婚の際、彼は厳格な父親から長所が全くないと言われ、さらにここから出て行き二度と家族と接触しないように言われた。彼は失意の中彼女と別れることに同意したが、彼女に駆け落ちを求めた。その夜、幸せな未来のために彼女は窓から逃げた。彼女の姉は後にトランクに彼女の衣類を詰め、鉄道小荷物社を通じて送った。父は彼女に協力した娘に激怒し、彼女とは1年ほど口を聞かなかった。アリスとデイヴの夫婦はデイヴ・ジュニア、ルイス、ローレンス、ノエル、エミリー、アリスの6人の子をもうけた。
彼女はハーバード大学のラドクリフ大学に進学。Phi Beta Kappa の名誉会員となった。シラキュース大学から国際補助語の分野での功績を称え文芸学の名誉博士号が与えられた。また彼女はキリスト教女子青年会(YWCA)の世界審議会の副会長でもあった。
若い頃から体が弱く、1日の大半をソファで過ごすことが多かった。彼女の体質に関わらず広範囲の言語学研究に着手。入院中、人工言語のエスペラントの冊子を見つけた。世界中のどの国の人でも簡単にコミュニケーションが取れる中立な国際補助語の考えに興味を持つようになった。後年化学者として著名になるフレデリック・ガードナー・コットレルは補助言語の問題に取り組むよう説得。
1924年、彼女と夫は国際補助語協会(IALA)を創立。彼女はエスペラントを勉強していたので、IALAの中立性はしばしば彼女を悩ませた。にもかかわらず、中立性を保ったまま成功を収めた。1945年、メアリー・C・ブレイと共著で『General Report of IALA 』を著した。彼女は残りの半生をこの協会に積極的に関わり、名誉幹事となった。
1950年、彼女はニューヨーク州で亡くなった。75歳であった。約6ヵ月後、インターリングアをライフワークとしていた彼女に捧ぐ『Interlingua-English Dictionary 』が出版された。
1999年、ミシガン州立大学のジュリア・S・フォークは『Women, Language and Linguistics – Three American Stories from the First Half of the Twentieth Century 』(320 pp.)を出版した。ここに描かれている女性はグラディス・アマンダ・リチャード、E・アデレイド・ハーンとアリス・ヴァンダービルト・モリスである。